# Rua Jerônimo Monteiro, 43
O Edifício na Rua Jerônimo Monteiro nº 43, em Santa Leopoldina, é um bem cultural tombado pelo Conselho Estadual de Cultura do Espírito Santo, inscrição no Livro do Tombo Histórico sob o nº 32 a 68, folhas 4v a 7v.  

## Importância
No livro "Arquitetura: Patrimônio Cultural do Espírito Santo", publicado pela Secretaria de Cultura do Espírito Santo em 2009, o edifício é descrito como parte de "iniciativas particulares promovidas pelas perspectivas de dinamismo econômico e social, projetadas com a ligação por estrada entre Santa Leopoldina e Santa Teresa e a inauguração de serviço de iluminação elétrica na cidade". Faz parte de um conjunto de casas na mesma rua, em Santa Leopoldina, construídas no primeiro quarto do século XX. Sua descrição é: "Arquitetonicamente, situado em terreno estreito e profundo, entre a rua Jerônimo Monteiro e a encosta, o edifício marca o encontro de novos e antigos padrões expressos pela síntese formal de sua fachada de frente e pelo deslocamento da construção dos limites laterais do lote. A fachada, dividida pela funcionalidade comercial e residencial da edificação, desenvolve-se a partir da garage, no térreo. Elemento inovador para a época, a garage implica uma solução compositiva capaz de articular funções até então rigorosamente separadas entre os pavimentos. O resultado é uma configuração em que horizontalidade e verticalidade se contrapõem mesmo com o predomínio da primeira, num efeito resultante das características do lote, mas também da concentração compositiva em torno das portas da garage e da sala de visita situada no primeiro pavimento. De significado relacionado a acontecimentos que marcam a história da cidade de Santa Leopoldina, o edifício é testemunho de transformações artísticas e construtivas relevantes no quadro da arquitetura de seu tempo e lugar".

## Tombamento
O edifício foi objeto de um tombamento de patrimônio cultural pelo Conselho Estadual de Cultura, de número 05, em 30 de julho de 1983, Inscr. nº 32 a 68, folhas 4v a 7v. O processo de tombamento inclui quase quarenta imóveis históricos de Santa Leopoldina. No ato de tombamento, são listados como donos os herdeiros de Luiz Rampazio.
O tombamento desse edifício e outros bens culturais de Santa Leopoldina foi principalmente decorrente da resolução número 01 de 1983, em que foram aprovadas normas sobre o tombamento de bens de domínio privado, pertencentes a pessoas naturais ou jurídicas, inclusive ordens ou instituições religiosas, e de domínio público, pertencentes ao Estado e Municípios, no Espírito Santo. Nessa norma foi estabelecido que, entre outros pontos:
- "O tombamento de bens se inicia por deliberação do CEC “ex-offício”, ou por provocação do proprietário ou de qualquer pessoa, natural ou jurídica, e será precedido, obrigatoriamente, de processo", ponto 3;
- "Em se tratando de bem(s) pertencente(s) a particular(es), cujo tombamento tenha caráter compulsório, e aprovado o tombamento, o Presidente do CEC expedirá a notificação de que trata o artigo 5°. I do Decreto n° 636-N, de 28.02.75, ao interessado que terá o prazo de 15(quinze) dias, a contar do seu recebimento, para anuir ou impugnar o tombamento", ponto 12.[3]

As resoluções tiveram como motivador a preservação histórico-cultural de Santa Leopoldina contra a especulação imobiliária, que levou à destruição de bens culturais à época.